# Клявин, Роберт Альбертович
Роберт Альбертович Клявин (настоящая фамилия Визиренко; 10 февраля 1929 года, Одесса — 2002, Киев) — украинский советский артист балета, народный артист УССР (1979).

## Биография
Роберт Альбертович Клявин (Визиренко) родился 10 февраля 1929 года в городе Одессе.
В 1949 году окончил Ленинградское хореографическое училище (ныне Академия русского балета имени А. Я. Вагановой) (педагог В. И. Пономарёв). По окончании училища служил солистом балета Киевского театра оперы и балета. В 1969—1973 и 1979—1985 годах служил главным балетмейстером Национальной оперы. В 1973—1975 годах был художественным руководителем, главным балетмейстером украинского Балета на льду.
В 1985—1987 годах Роберт Альбертович работал в Киевском детском музыкальном театре (ныне Киевский театр оперы и балета для детей и юношества), с 1987 года — в оперных театрах Белграда и Нового Сада (Сербия), Загреба (Хорватия).
Роберт Альбертович Клявин скончался в 2002 году в Киеве в возрасте 73 лет. Похоронен на городском кладбище «Берковцы». На могиле артиста установлен надгробный памятник — скульптура мастера в роли хана Гирея из балета Бориса Астафьева «Бахчисарайский фонтан». Автор скульптуры Алексей Владимиров.

## Творчество
Осуществил постановки балетов:

Киевский театр оперы и балета им. Т. Шевченко:
- «Кот в сапогах» В. Гомоляки (1963);
- «Каменный цветок» С. Прокофьева (1965);
- «Дон Кихот» Л. Минкуса (1972);
- «Лебединое озеро» П. Чайковского (1972);
- «Муха-Цокотуха» Д. Салиман-Владимирова (1981);
- «Волшебный сон» на музыку М. Лысенко (1983).

Донецкий театр оперы и балета имени А. Б. Соловьяненко:
- «Оксана» В. Гомоляки (1964).

Поставил танцы в операх:
- «Евгений Онегин» П. Чайковского (1983, Киевский театр оперы и балета им. Т. Шевченко);
- «Царская невеста» Н. Римского-Корсакова (1998, Киевский театр оперы и балета им. Т. Шевченко);
- «Золоторогий олень» А. Костина (1986, Киевский детский музучний театр).

Исполнял партии:
- Степан («Лилея» Данькевича);
- Лукаш («Лесная песня» Скорульского);

главные партии в балетах Чайковского, Л. Минкуса;
- Софрон, Паша («Маруся Богуславка» А. Свечникова);
- Иван («Черное золото» В. Гомоляки);
- Гирей («Бахчисарайский фонтан» Б. Асафьева);
- Меркуцио («Ромео и Джульетта» С. Прокофьева);
- Зигфрид, Ротбарт, Дезире («Лебединое озеро», «Спящая красавица» П. Чайковского);
- Альберт («Жизель» А. Адана);
- Базиль, Эспада («Дон Кихот» Л. Минкуса);
- Али-батыр («Шурале» Ф. Яруллина);
- Спартак («Спартак» А. Хачатуряна).

Снимался в фильмах:
- «Андрей» (1954 г., Черный Вихрь)
- «300 лет назад …» (1956 г., бискуп Леонтовский)
- «Лилия» (1959 г., Степан)
- «Летающий корабль» (1960 г., Змей)
- «Будни уголовного розыска» (1973 г., Лавров).